# تل ماسح
{{معلومات مدينة تل ماسح التي معروفة بتل الغزال يعملون أبناؤها  بالزراغة وتربية المواشي وفي بدايات الثورة السورية اشتهرت بيتل الحرية لمشاركة أبنائها في الثورة السورية، وفي ريف حلب الجنوبي بالتحديد وشاركوا أبناءها في الثورة السورية في مناطق كثيرة.↵في سوريا مثل حلب وإدلب، وشاركوا في تحرير تل الضمان وشاركوا معارك الشيخ سعيد في ريف حلب الجنوبي وفي طريق خناصر. ومعارك، عديدة. في مناطق مختلفة
```
من منسقين بدايات الثورة والمظاهرات في مدينة تل الضمان .
```

| الاسم الرسمي = تل ماسح
| اسم2 = تل الغزال او تل الحرية
| البلد = سوريا
| صورة المدينة = 
| تعليق الصورة = 
| حجم الصورة = 
| اللقب = تل الحرية او تل الغزال
| تاريخ التأسيس = 
| نوع المنطقة = المحافظة
| اسم المنطقة = محافظة حلب
| المسؤول الأعلى = المنطقة
| اسم المسؤول = منطقة جبل سمعان
| المسؤول الثاني = الناحية
| اسم المسؤول الثاني = ناحية تل الضمان
| المسؤول الثالث = رمز التجمّع
| اسم المسؤول الثالث = C1050
| ارتفاع = 
| المساحة الكلية = 100000
| التعداد السكاني = 1000
| سنة التعداد = 2020
| خط العرض = 75.80411
| خط الطول = 60.20845
| خريطة البلد = سوريا
| غرينتش توقيت صيفي = 
| التوقيت = +2
| فرق التوقيت = 
| الرمز الهاتفي = 021
| كتابة = 
}}
تل ماسح  قرية سوريّة تتبع إداريّاً لمحافظة حلب منطقة جبل سمعان ناحية تل الضمان، بلغ تعداد سكانها 1000نسمة حسب التعداد السكاني لعام 2020.